# فريدريك نيتشه
 فريدريش فيلهيلم نيتشه  (بالألمانية: Friedrich Nietzsche) ‏ (15 أكتوبر 1844 - 25 أغسطس 1900) فيلسوف ألماني، ناقد ثقافي، شاعر وملحن ولغوي وباحث في اللاتينية واليونانية. كان لعمله تأثير عميق على الفلسفة الغربية وتاريخ الفكر الحديث.
بدأ حياته المهنية في دراسة فقه اللغة الكلاسيكي، قبل أن يتحول إلى الفلسفة. بعمر الرابعة والعشرين أصبح أستاذ كرسي اللغة في جامعة بازل في 1869، حتى استقال في عام 1879 بسبب المشاكل الصحية التي ابتلي بها معظم حياته، وأكمل العقد التالي من عمره في تأليف أهم كتبه. في عام 1889، وفي سن الرابعة والأربعين، عانى من انهيار وفقدان لكامل قواه العقلية. عاش سنواته الأخيرة في رعاية والدته وشقيقته، حتى توفي عام 1900.
كان من أبرز الممهّدين لعلم النفس وكان عالم لغويات متميز. كتب نصوصاً وكتباً نقدية حول الدين والأخلاق والنفعية والفلسفة المعاصرة المادية والمثالية الألمانية. وكتب عن الرومانسية الألمانية والحداثة أيضاً، بلغة ألمانية بارعة. يُعدّ من بين الفلاسفة الأكثر شيوعاً وتداولاً بين القراء.
كثيراً ما تُفهم أعماله على أنها حامل أساسي لأفكار الرومانسية والعدمية ومعاداة السامية وحتى النازية، لكن بعض الدارسين يرفضون هذه المقولات بشدة ويقولون بأنه ضد هذه الاتجاهات كلها. يُعدّ نيتشه إلهاما للمدارس الوجودية وما بعد الحداثة في مجالي الفلسفة والأدب في أغلب الأحيان. روّج لأفكار اعتقد كثيرون أنها مع التيار اللاعقلاني. استخدمت بعض آرائه فيما بعد من قبل أيديولوجيي الفاشية
والنازية.
رفض نيتشه المثالية الأفلاطونية، والمسيحية والأديان والميتافيزيقيا عمومًا. ودعا إلى تبني قيم أخلاقية جديدة، وانتقد الكانتية والهيغلية.
سعى نيتشه إلى تبيان أخطار القيم السائدة، عبر الكشف عن آليات عملها عبر التاريخ، كالأخلاق السائدة، والضمير. يعد نيتشه أول من درس الأخلاق دراسة تاريخية مفصلة. قدم نيتشه تصوراً مهماً عن تشكل الوعي والضمير، فضلاً عن إشكالية الموت. كان نيتشه رافضاً للتمييز العنصري ومعاداة السامية والأديان ولا سيما المسيحية[بحاجة لمصدر]، لكنه رفض أيضاً المساواة بشكلها الاشتراكي أو الليبرالي بصورة عامة.

## ولادته ونشأته

### الشباب (1844 - 1866)

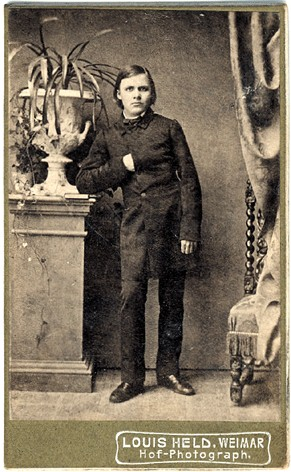
نيتشه في سن 17، 1861.

ولد فريدريك نيتشه في 15 أكتوبر عام 1844 في قرية قرب بلدة لوتسن في مقاطعة ساكسونيا التابعة لبروسيا، لقس بروتستانتي لوثري. وكان أجداده من جهتي الأب والأم ينتمون للكنيسة البروتستانتية منذ حركة الإصلاح في القرن السادس عشر، وكان العديد من أفراد أسرته السابقين قساوسة. ادعى نيتشه نفسه في سنواته الأخيرة، أنه ينتسب إلى النبلاء البولنديين، لكن هذا أمر لا يمكن تأكيده. سماه والده فريدريك لأنه ولد في نفس اليوم الذي ولد فيه فريدريش الكبير ملك بروسيا. حيث كان والده مربياً للعديد من أبناء الأسرة الملكية.[بحاجة لمصدر]

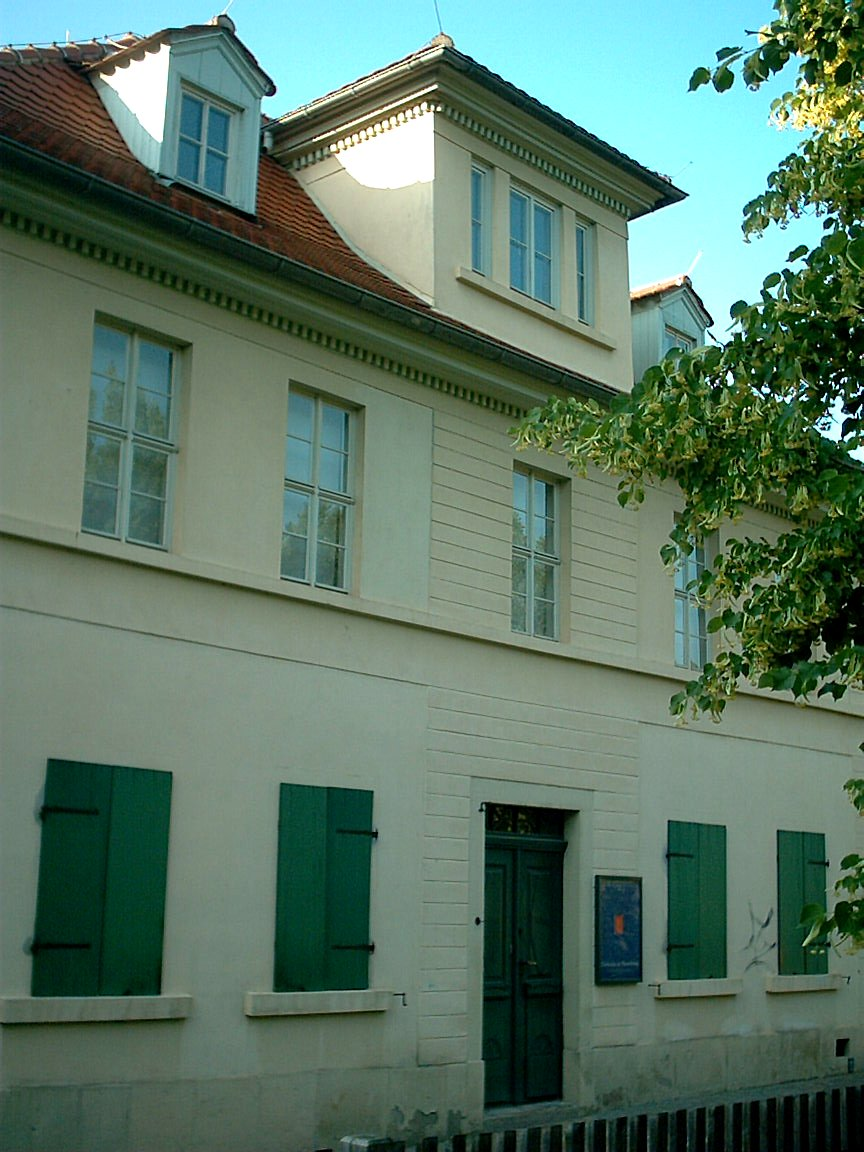
منزل نيتشه في ناومبورغ.

ولدت شقيقته إليزابيث في عام 1846. قبل وفاة والده في عام 1849 وشقيقه الأصغر عام 1850، انتقلت الأسرة إلى ناومبورغ. وقد أصبح صديق الأسرة برنارد داشسيل -وزير العدل في وقت لاحق- رسميا الوصي على الشقيقين اليتيمين فريدريك وإليزابيث. بعد وفاة والده -وهو في الخامسة من عمره- عرف انقلاباً وجَّهه إلى التشاؤم[وفقًا لِمَن؟].
بين 1850 إلى 1856 عاش نيتشه في «أسرة من النساء»، هم أمه وأخته وجدته وعمتيه غير المتزوجتين والخادمة. بعد وفاة الجدة في 1856، تمكنت أم نيتشه من أن تستأجر مسكنا مستقلا لها ولأطفالها. دخل نيتشه في أول الأمر مدرسة عامة للبنين، لكنه شعر أنه معزول جدا هناك، فأُرسل إلى مدرسة خاصة، حيث كون صداقات مع أبناء الأسر الراقية. وعاش حياة مدرسية عادية ومنضبطة، وسماه أصدقائه القسيس الصغير لقدرته على تلاوة الإنجيل بصوت مؤثر.[بحاجة لمصدر] عام 1854 (في سن العاشرة) دخل المرحلة المتوسطة بفضل قدراته الفنية واللغوية الخاصة.

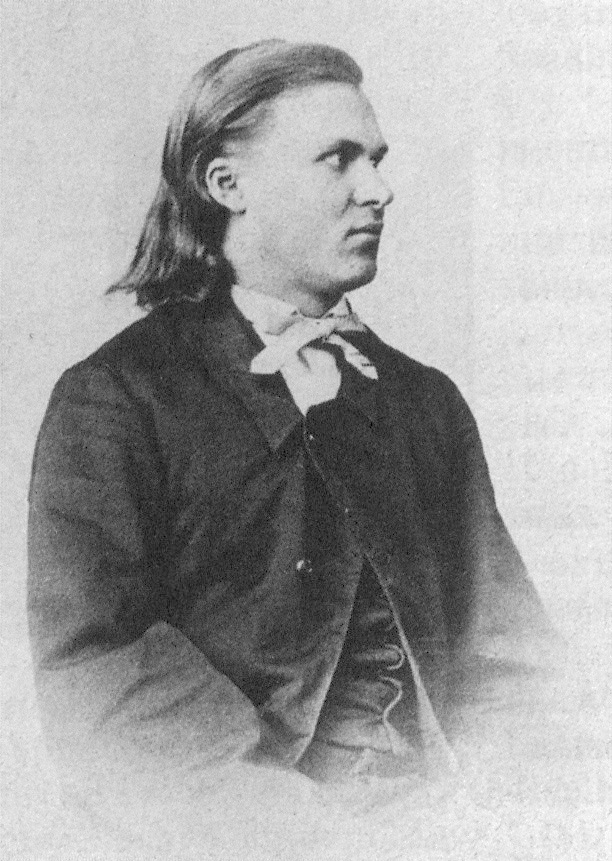
نيتشه في سن 18، 1862.

في 1857 (في سن الثالثة عشرة) ساعده القس غوستاف أوسوالد، الذي كان صديقا مقربا من والده، في الاستعداد لامتحان القبول في الثانوية. في 5 أكتوبر 1858 تم قبول نيتشه لمنحة دراسية في مدرسة الدولة المتقدمة «بفورتا»، التي كانت معروفة عالميا. وكان مستواه الأكاديمي جيدا جدا. في وقت فراغه كان يكتب الشعر ويؤلف الموسيقى. وقد كان نيتشه كل حياته يحب الموسيقى الكلاسيكية وقام بمحاولات لتأليفها. درس في «بفورتا» حتى عام 1864، التي كانت بيئتها مختلفة جدا عن بيئة أسرته المسيحية. تعلم هناك اللغات اللاتينية واليونانية والعبرية والفرنسية، ليتمكن من قراءة أمهات الكتب بلغاتها الأصلية.
في تلك الفترة تعرف نيتشه على الشاعر «إرنست أورتلب»، الذي كان غريب الأطوار ومعروفا بالتجديف وكان أكثر الوقت مخمورا. وقد وُجد ميتا في حفرة بعد أسابيع من لقاء نيتشه به. كان نيتشه معجبا به جدا، وقد تعرف من خلاله على موسيقى ريتشارد فاغنر.

#### الدراسة في الجامعة
في شتاء 1864 التحق نيتشه بجامعة بون، لدراسة فقه اللغة الكلاسيكي واللاهوت البروتستانتي. بالإضافة إلى المنهج المقرر، كرس نيتشه نفسه لدراسة أعمال الهجيليين الشباب، بما في ذلك كتب برونو باور النقدية عن الإنجيل، وكتاب «حياة يسوع» لدافيد ستراوس، وخاصة كتاب «طبيعة المسيحية» للودفيغ فويرباخ الذي جاء فيه أن الناس هم خلقوا الإله وليس العكس، وترك هذا أثرا على نيتشه الشاب. وقد شجعه ذلك (وخيب أمل والدته) في اتخاذ قرار ترك دراسة اللاهوت بعد فصل دراسي واحد. وفي رسالة لأخته -المتدينة- إليزابيث كتبها في يونيو 1865، ظهر فيها فقدانه للإيمان:
واكتشف في نفس الوقت الفيلسوف الألماني شوبنهاور
إثر ذلك قرر نيتشه التركيز على دراسة علم اللغة. لم يكن مرتاحا للوضع في بون فانتقل لاحقا بأستاذه «فريدريش ريتشل» إلى جامعة لايبتزغ في عام 1865. وهناك ظهرت أول منشورات نيتشه الفلسفية بعد فترة وجيزة. في ذلك العام درس نيتشه بدقة أعمال آرثر شوبنهاور وانغمس في قراءته. وهو مدين بصحوته الفلسفية لكتاب شوبنهاور «العالم كإرادة وتصور»، وقد ذكر في وقت لاحق أن شوبنهاور واحد من عدد قليل من المفكرين الذين يحترمهم، وكرس له مقالا بعنوان «شوبنهاور مربياً» في كتابه «تأملات قبل الأوان». تأثر أيضا -في تلك الفترة- بالفيلسوف الكانطي «فردرك ألبرت لانج» وكتابه «تاريخ المادية» الذي صدر عام 1866. خلال تلك الفترة أقام صداقة وثيقة مع زميله الباحث التاريخي «إروين رود»، واشتركا عام 1866 في تأسيس «جمعية فقه اللغة الكلاسيكي» في جامعة لايبزيغ.

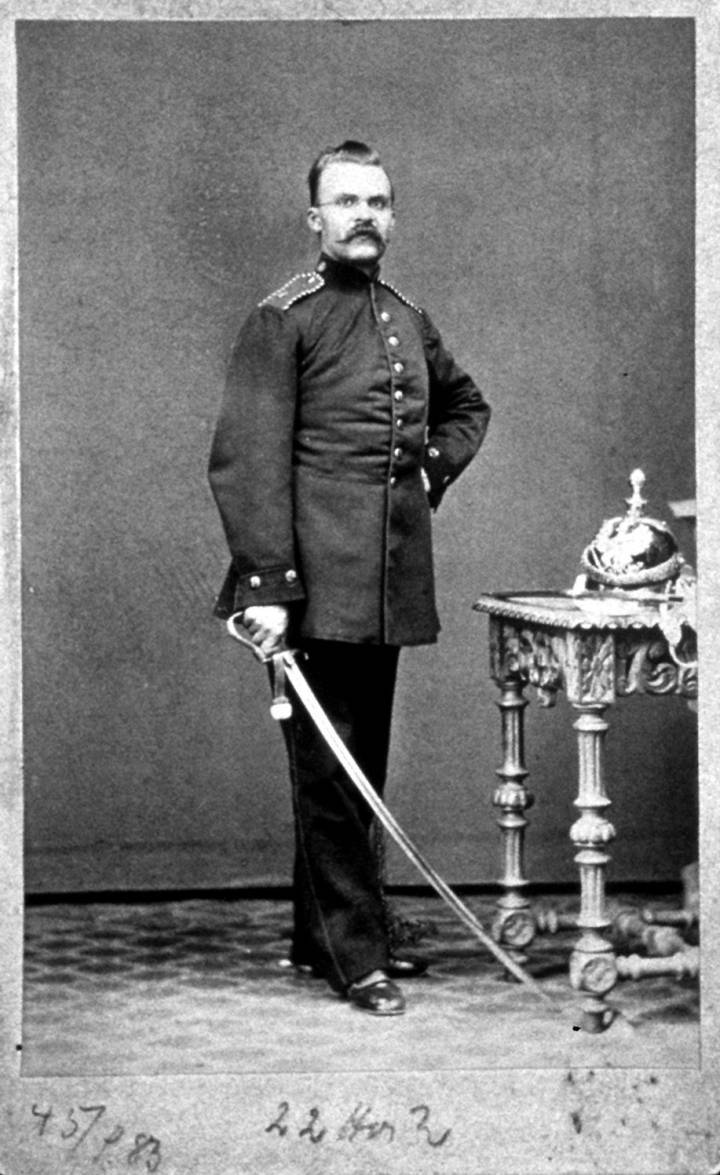
نيتشه عام 1868، فترة التحاقه بالجيش.

ذلك العام، اندلعت الحرب النمساوية البروسية، واحتل البروسيون لايبزيغ. وفي 1867، على الرغم من ضعف بصره وكونه الابن الوحيد لأمه الأرملة، التحق نيتشه بالجيش الألماني المتصف بالصرامة تحت نظام «السنة الواحدة» إلى سلاح المدفعية البروسية في نومبورغ. في مارس 1868 تعرض لحادثة سقوط خطيرة من على الفرس وأصبح عاجزا عن المشي لأشهر. بعد أن وقع عن صهوة حصانه دفع هذا قائد فرقته أن يعفيه من الخدمة بعد إصابته. وقد استغل فترة علاجه للتفرغ وإنهاء دراساته الفلسفية في الجامعة، فأنهاها آخر ذلك العام. وقد ظل طول عمره متأثراً بالحياة العسكرية والأخلاق الإسبارطية التي عرفها في الجيش. في ذلك العام أيضا كان لقاؤه الأول مع الموسيقار الألماني الشهير ريتشارد فاغنر ذا أهمية كبيرة. اهتم نيتشه في سنة التخرج بالمسرح والفلسفة الإغريقية القديمة حيث فضَّل الفلاسفة الذريين على الذين ظهروا فيما بعد كسقراط وأرسطو وتأثر بالفلسفة الأبيقورية خصوصًا.

### بروفيسور في جامعة بازل (1869 - 1878)
بناء على توصية من «فريدريش ريتشل» (أستاذه في جامعتي بون ولايبزغ) و«فيلهلم بيلفينجر» (أستاذ جامعي وسياسي سويسري)، عُين نيتشه -بسن الرابعة والعشرين- أستاذا مشاركا لعلم اللغة الكلاسيكي في جامعة بازل في عام 1869، حتى قبل أن يحصل على شهادة الدكتوراه وقبل استلام شهادة التأهل للأستاذية. على الرغم من أن عرض التدريس هذا جاء في وقت كان فيه نيتشه يفكر في التخلي عن علم اللغة والاتجاه للعلوم. وحتى يومنا هذا، لا يزال نيتشه من بين أصغر الأساتذة المسجلين. عمل في نفس الوقت مدرسا للغات في الثانوية المتقدمة «ساحة الكاتدرائية» في بازل. عمل عام 1870 على رسالته للدكتوراه التي لم يقدمها: مساهمات في نقد ودراسة مصادر ديوجانس اللايرتي.
بناء على طلبه، تخلى نيتشه عن الجنسية البروسية بعد انتقاله إلى بازل، وظل بدون جنسية بقية حياته. مع ذلك فهو قد خدم في الحرب الفرنسية البروسية لفترة قصيرة كمسعف على الجانب الألماني. وخلال ذلك الوقت، أصيب بأمراض الزحار والخناق، واحتاج لفترة نقاهة طويلة. نظر نيتشه بريب وتشكك إلى تأسيس الرايخ الألماني وحقبة أوتو فون بسمارك. لكنه تأثر بوحدة ألمانيا وزعيمها بسمارك ورأى فيه -في أول الأمر- كمالاً للشخصية الألمانية. يقول نيتشه في رسالة من عام 1868: «بسمارك يمنحني سعادة غامرة. أقرأُ خطَبه كما لو كانت نبيذا مُسكِرا». لكنه لاحقا وصفه بـ«المغامر المضحك».

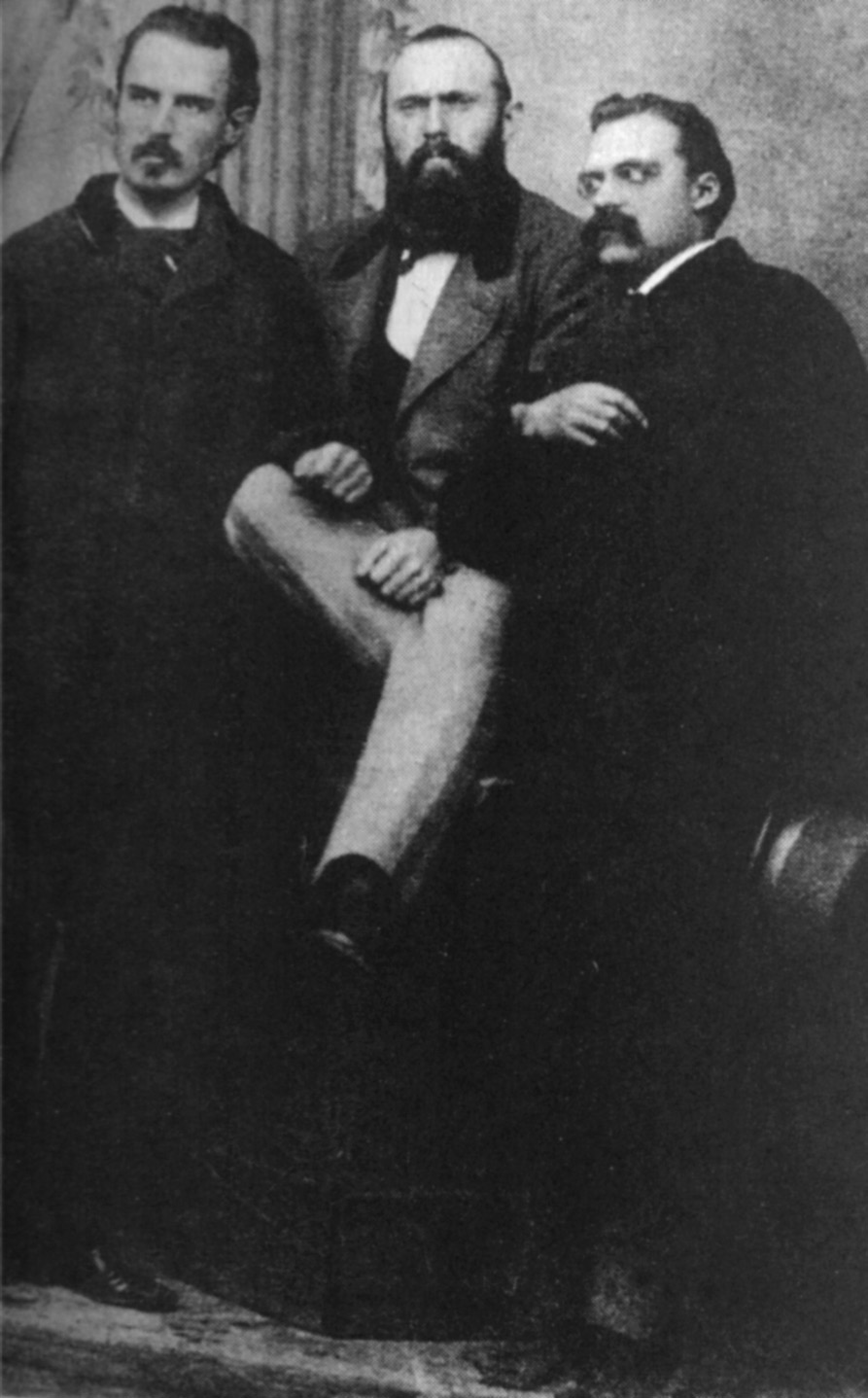
نيتشه مع صديقيه "كارل فون جيرسدورف" و"إروين رود"، أكتوبر 1871.

في جامعة بازل عام 1870، تعرف على زميله أستاذ الإلهيات الملحد «فرانز أوفيربيك»، الذي ظل صديقا لنيتشه حتى فترة مشاكله العقلية. كما كان يكن تقديرا لزميله الأكبر سنا أستاذ التاريخ المعروف يعقوب بوركهارت وكان يشهد محاضراته. كان نيتشه يزور باستمرار ريتشارد فاغنر في بيته في كانتون لوتسيرن.
في عام 1872، نشر نيتشه أول عمل مهم له، «ولادة المأساة من روح الموسيقى»، وهي دراسة تبحث أصل المأساة، وقد استبدل طرق الدراسة اللغوية الكلاسيكية بالدراسة الفلسفية التكهنية. يتحدث فيها عن الأساطير الإغريقية وارتباط الحضارة بالموسيقى. في تلك الدراسة طور أسلوبه في علم النفس، حيث حاول شرح المأساة اليونانية من خلال مفهومي أبولو-ديونيسوس. ولم يعجب البحث معظم زملائه الكلاسيكيين. وقد هاجم أستاذ فقه اللغة الكلاسيكي «أولريش موليندورف» دراسة نيتشه بكتاب «فيلولوجيا المستقبل». فتدخل صديقاه «إروين رود» (الذي كان بروفسورا في كيل) وفاغنر للدفاع عنه. عبر نيتشه بصراحة حول العزلة التي شعر بها داخل مجتمع علماء اللغة وحاول دون جدوى الانتقال إلى منصب في مجال الفلسفة في بازل. وإن كان كتابه «المأساة» قد لاقى بعض المديح[بحاجة لمصدر]. لام نيتشه الجامعات والمعاهد الألمانية على نبذها لشوبنهاور وغيره من الفلاسفة مما حدا بهم إلى نبذه هو الآخر حيث رأوا فيه عالماً لغوياً لا غير.
في عام 1873، بدأ نيتشه في تجميع كراسات تم نشرها بعد وفاته تحت عنوان «الفلسفة في العصر المأساوي لليونانيين». بين 1873 و1876، نشر أربعة مقالات طويلة منفصلة: «ديفيد شتراوس: المعترف والكاتب»، «حول استخدام وإساءة استخدام التاريخ من أجل الحياة»، «شوبنهاور كمعلم» و «ريتشارد فاغنر في بايرويت». ظهرت هذه المقالات الأربعة في وقت لاحق في كتاب تحت عنوان «تأملات قبل الأوان». اتجهت هذه المقالات نحو النقد الثقافي، في هجوم على الثقافة الألمانية النامية على ضوءأفكار شوبنهاور وفاغنر. ولم تلاق هذه المقالات صدى يذكر.

#### القطيعة مع فاغنر
خلال ذلك الوقت، في حلقة فاغنر الثقافية، التقى نيتشه بهانز فون بولوف والكاتبة «مالويدا فون ميسنبوج»، وبدأت أيضا صداقته مع الفيلسوف «بول ري»، الذي حضّه في عام 1876 على رفض التشاؤم الذي رآه في كتاباته المبكرة. في ذلك العام أيضا أصيب نيتشه بخيبة أمل من «مهرجان بايرويت» الموسيقي الذي كان يقيمه فاغنر سنويا، حيث أثار اشمئزازه تفاهة العروض المقدمة وانحطاط الحضور. وكان ردة فعله موجهة بالأخص إلى فاغنر واستنكر احتفاءه بـ«الثقافة الألمانية» التي يراها نيتشه متناقضة، وكذلك احتفاله بشهرته وسط الجمهور الألماني. كل هذا دفع نيتشه لينأى بنفسه عن فاغنر.

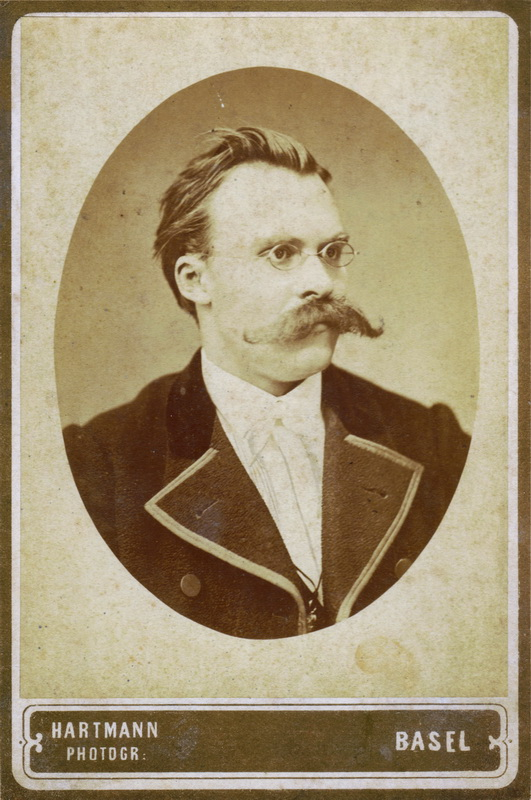
نيتشه في عام 1872.

مع نشر كتابه «إنساني، إنساني جدا» في عام 1878 (وهو عبارة عن مجموعة من الأمثال التي تتراوح بين الميتافيزيقا والأخلاق إلى الدين والدراسات الجنسانية)، ظهر بوضوح أسلوب نيتشه الجديد، المتأثر كثيرًا بكتاب «الفكر والواقع» للفيلسوف الروسي الكانطي «أفريكان سبير». حمل الكتاب رد فعل ضد الفلسفة المتشائمة لفاغنر وشوبنهاور. شاب البرود أيضا صداقة نيتشه برفيقيه «إروين رود» و«بول ديوسن».
بعد انحدار كبير في صحته، وتفاقم أمراض الطفولة (نوبات الصداع النصفي واضطرابات المعدة، فضلا عن قصر النظر الشديد الذي أدى في النهاية إلى العمى العملي) التي عطلته عن واجباته في التدريس، استقال نيتشه عام 1879 من منصبه في جامعة بازل.
كان نيتشه حين تعرَّف على ريشارد فاغنر قد رأى فيه تجسيداً للعبقرية وعاش معه فترة رافقه فيها في رحلاته، لكنه انقلب ضده وكانت القطيعة بينهما هي الشرارة التي أطلقت فكر نيتشه مثل العاصفة على القيم الأوروبية[وفقًا لِمَن؟]، إذ رأى في المسيحية انحطاطاً ونفاقا، وأن النمط الأخلاقي الصائب هو النمط الإغريقي الذي كان يمجد القوة والفن ويستخف بالرقة والنعومة وطيبة القلب التي رآها من صفات المسيحية[بحاجة لمصدر].

### التفرغ للفلسفة (1879 - 1888)
دفعته أمراضه في البحث المستمر عن الظروف المناخية المثلى بالنسبة له، فسافر كثيرا وعاش في أماكن مختلفة ككاتب مستقل حتى عام 1889، جال أصقاع أوروبا لكي يجد مكانا يناسب حالته الصحية، وأقام فترات الصيف في سلس ماريا جنوب شرقي سويسرا في أعالي الجبال. كان يعتمد قبل كل شيء على راتب التقاعد الممنوح له؛ كما كان يتلقى المساعدات المالية من حين لآخر من الأصدقاء. كان يقضي الصيف غالبا في سان موريتز في سويسرا، وفصل الشتاء في إيطاليا (جنوة، رابالو، تورينو) وفي فرنسا في نيس. بعد الاحتلال الفرنسي لتونس فكر في السفر إلى تونس كي يرى أوروبا من الخارج، لكنه استبعد الفكرة لأسباب صحية. كان يزور عائلته باستمرار في ناومبورغ، وكان دائم الخلاف ثم المصالحة مع أخته إليزابيث.
أثناء وجوده في جنوة، دفعه ضعف النظر إلى محاولة استخدام الآلات الكاتبة كوسيلة لمواصلة الكتابة. لكنه في النهاية، استعان بطالبين سابقين عنده، ليعملا لديه -تقريبا- كسكرتيرين. وتكفل أحدهما (بيتر غاست) بنقل ما كتبه نيتشه بخط يده، وظل «بيتر غاست» منذ ذلك الوقت ينسخ ويدقق ويصحح كل أعمال نيتشه تقريبا. كان غاست واحدا من عدد قليل جدا من الأصدقاء الذين سمح لهم نيتشه بانتقاده.

#### اللقاء مع لو سالومي

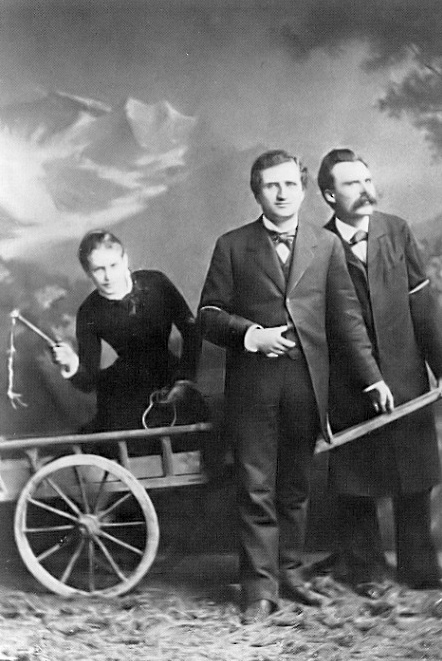
نيتشه و"بول ري" ولو سالومي، 1882.

عام 1882 نشر جزءا من كتابه «الحكمة الماتعة» الذي يصفه نيتشه بأنه أقرب كتبه إليه. احتوى الكتاب على عدد كبير من القصائد، وظهرت فيه لأول مرة فكرة «موت الإله». في ذلك العام التقى لأول مرة بلو أندرياس سالومي (فتاة روسية عمرها 21) وأمضيا الصيف في تورينغن وكانت ترافقه أخته إليزابيث. لم يكن نيتشه يعتبر سالومي ندا مساويا له بل كطالبة موهوبة. وقد ذكرت سالومي أن نيتشه طلب منها الزواج في ثلاث مناسبات وأنها رفضت، على الرغم من أن مصداقية حديثها موضع تساؤل. كانت علاقة نيتشه بسالومي معقدة. وهي في الأساس صديقة صديقه «بول ري». فهو يذكر في اقتباسات له من تلك المرحلة: «خلف كل مشاعر الرجل تجاه امرأة، يقبع احتقار لجنسها»، «الإنسان شيء غير كامل أبدا. حبّ شخص ما سيدمرني»، «في كل حوار بين ثلاثة أشخاص، شخص ما يكون غير ذي ضرورة ويمنع تعمق الحوار».
انقطعت علاقة نيتشه مع سالومي في شتاء 1883، ويرجع ذلك جزئيا إلى مؤامرات أخته إليزابيث. أحبّ تلميذته الفتاة البروسية التي فارقته بعد رفضها له وزواجها ببتشارلز اندرياس، وقبل الأرض من تحت قدميها لكي تقبل به لكنها رفضته؛ فاستهام بها وقادته إلى الجنون. كما أنه وقع في الحب عدة مرات لكنه فشل بسبب عينيه الحادتين ونظراته المخيفة برأي الفتيات لذا اتسمت حياته بالكآبة حتى نهايتها[وفقًا لِمَن؟]. وفي خضم نوبات متجددة من المرض، عاش نيتشه في عزلة بعد مقاطعته والدته وشقيقته بسبب سالومي، ففر إلى رابالو، وهناك كتب -في عشرة أيام فقط- الجزء الأول من كتابه الأشهر هكذا تكلم زرادشت، الذي مزج شعراً قوياً وحساساً مع مبادئ فلسفية مبتكرة وواقعية ونداء إلى نظرة فلسفية جديدة حيث أعاد النظر بالمبادئ الأخلاقية الفلسفية ولم تعد بعده الفلسفة الأخلاقية كما كانت. في تلك الفترة كان يجد صعوبة في النوم، وكان يتعاطى الأفيون (الذي كان شائعا في القرن 19). يقول في أحد رسائله:
في 1883، حين كان يقيم في نيس، كان يصرف وصفات طبية لدواء هيدرات الكلورال المهدئ، وكان يذيلها بتوقيع «الدكتور نيتشه». أصيب نيتشه بمرض شديد وشارف على الموت حيث أوصى أخته وخاطبها قائلاً: إنما إذا ما متّ يا أختاه لا تجعلي أحد القساوسة يتلو عليّ بعض الترهات في لحظة لا أستطيع فيها الدفاع عن نفسي. (ولكن لم تتحقق أمنيته إذ تلى عليه القساوسة في ساعة دفنه)[بحاجة لمصدر]. ولكنه بعد ذلك شفي وذهب إلى جبال الألب ليتعافى ويكمل كتابة هكذا تكلم زرادشت.

#### العزلة
بعد أن قطع نيتشه علاقاته الفلسفية مع شوبنهاور، وعلاقاته الاجتماعية مع فاغنر، لم يبق لنيتشه إلا عدد قليل من الأصدقاء. بعد كتاب «زرادشت» ذي الأسلوب الجديد، صارت أعمال نيتشه أكثر غرابة، واستقبلها السوق بأقل اهتمام. كان نيتشه يعرف ذلك ويشتكي منه، لكنه زاد من عزلته. ظلت كتبه غير مباعة إلى حد كبير. في عام 1885، لم يطبع إلا 40 نسخة فقط من الجزء الرابع من «زرادشت»، وزع معظمها بين الأصدقاء المقربين.

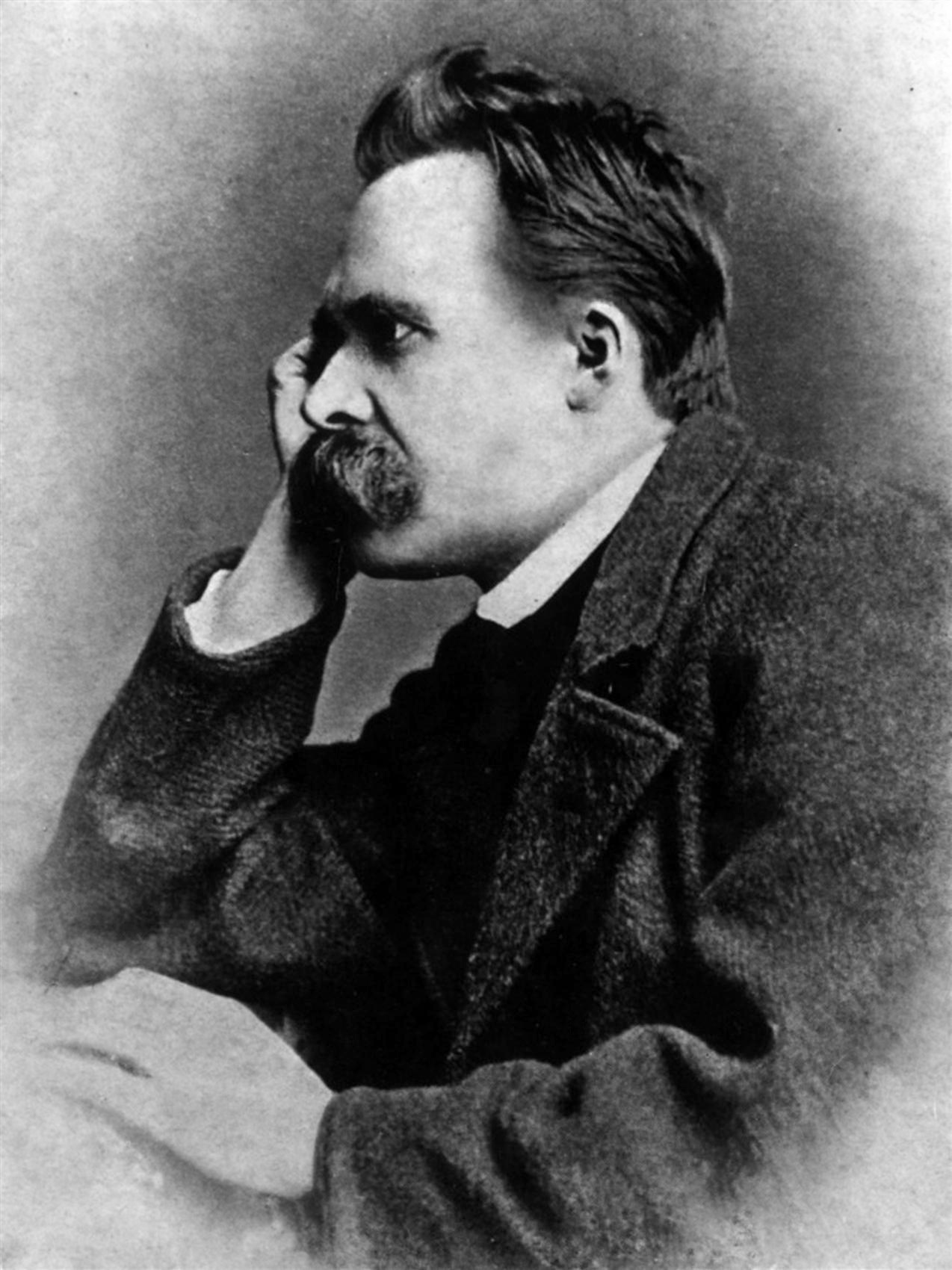
فريدريش نيتشه عام 1882.

في عام 1883 حاول وفشل في الحصول على وظيفة محاضر في جامعة لايبزيغ. وقد اتضح له بعد ذلك، أنه نظرا لمواقفه من المسيحية ومن الإله، أصبح غير مقبول في أي جامعة ألمانية. يقول في رسالة لمساعده «بيتر غاست» أن قد أثارته «مشاعر الانتقام والاستياء ... وغضبي لأنني أدركت بكل معنى ممكن أن هذه الوسائل البائسة (سوء سمعة اسمي وشخصيتي وأهدافي) كافية لتأخذ مني الثقة والإمكانية في الحصول على تلاميذ».
في عام 1886 اختلف نيتشه مع ناشره «إرنست شميتسنر» بعد أن استاء من سوء تسويق كتبه. فقد رأى نيتشه أن كتبه «مهملة ومدفونة في هذا المستودع المعادي للسامية» واصفا شميتسنر وحركة معاداة السامية بأنه يجب «على كل عقل راشد أن يرفضها كلية وبكل ازدراء». بعد ذلك طبع نيتشه كتابه «ما وراء الخير والشر» على نفقته الخاصة. كما حصل على حقوق النشر لأعماله السابقة، وعلى مدى العام المقبل أصدر طبعات ثانية من كتبه «ولادة المأساة» و«إنساني، إنساني جدا» و«الحكمة الماتعة» وأضاف إليها مقدمات جديدة ليضع مجمل أعماله في سياق أكثر تماسكا. بعد هذا رأى أن عمله قد اكتمل، وأعرب عن أمله في أن يزداد قراؤه قريبا. في الواقع، ازداد الاهتمام بفكر نيتشه شيئا ما في ذلك الوقت، وإن كان ببطء وبالكاد لاحظه هو.
في عام 1886، تزوجت شقيقته إليزابيث وسافرت هي وزوجها إلى الباراغواي ليؤسسا «ألمانيا الجديدة» وهي مستعمرة ألمانية. استمرت علاقة نيتشه بأخته إليزابيث من خلال المراسلات، تخللتها فترات خلافات ومصالحات، ولم يلتقيا مرة أخرى إلا بعد انهياره العقلي. ظل نيتشه يتعرض لهجمات متكررة ومؤلمة من المرض، ما جعل العمل المتواصل مستحيلا. صاحب نيتشه الجهد سواء كان جسدياً أو عقلياً وكانت حياته حياة استثنائية في مصارعة الألم والصداع وآلام الرأس والاستفراغ نتيجة إلى مرض الزهري الذي التقطه من بيت دعارة في لايبزيغ.
في عام 1887، كتب نيتشه مؤلفه المثير للجدل عن جنيالوجيا الأخلاق. خلال العام نفسه، اتجه لقراءة أعمال فيودور دوستويفسكي، وشعر مباشرة بقرابة بينهما. كما تبادل رسائل مع المؤرخ الفرنسي إيبوليت تين والناقد الدنماركي «جورج براندز». وقد دعاه «براندز» (الذي كان يدرّس فلسفة سورين كيركغور) إلى قراءة فلسفة كيركغور، فرد نيتشه بأنه سيأتي إلى كوبنهاغن ليقرأ كيركغور معه، لكن المرض منعه من الوفاء بهذا الوعد. في بداية عام 1888، قدم براندز -في كوبنهاغن- واحدة من أوائل المحاضرات عن فلسفة نيتشه.
على الرغم من أن نيتشه قد ذكر في نهاية كتابه «عن جنيالوجيا الأخلاق» أن عمله القادم سيكون بعنوان «إرادة القوة: محاولة لإعادة تقييم جميع القيم»، فإنه تخلى عن هذه الفكرة، وبدلا من ذلك استخدم بعض مسودات ذلك الكتاب في تأليف كتبه التي نشرها ذلك العام.
في نفس العام ألف نيتشه خمسة كتب. وقد تحسنت صحته مؤقتا، وفي الصيف كان في معنويات عالية. لكن كتاباته ورسائله من خريف عام 1888، تشير بالفعل إلى بدء إصابته بالوهام. كان يبالغ في رؤية ردود الفعل على كتاباته، خاصة كتابه المثير للجدل «قضية فاغنر». في عيد ميلاده ال44، قرر أن يكتب سيرته الذاتية «هو ذا الإنسان» بعد أن أنهى كتابيه «شفق الأصنام» (الذي كتبه في أسبوع) و«المسيح الدجال». وفي ديسمبر، في رسائل له مع الكاتب السويدي أوغست ستريندبرغ، اعتقد نيتشه أنه كان على وشك تحقيق انطلاقة دولية حيث حاول شراء حقوق كتبه القديمة من الناشر الأول، وكان يخطط لأن تترجم إلى اللغات الأوروبية الرئيسية. إضافة إلى ذلك، كان يعتزم تجميع ونشر مقالة بعنوان «نيتشه ضد فاغنر» وتجميع قصائد له في ديوان.

### المرض العقلي والوفاة (1889 - 1900)

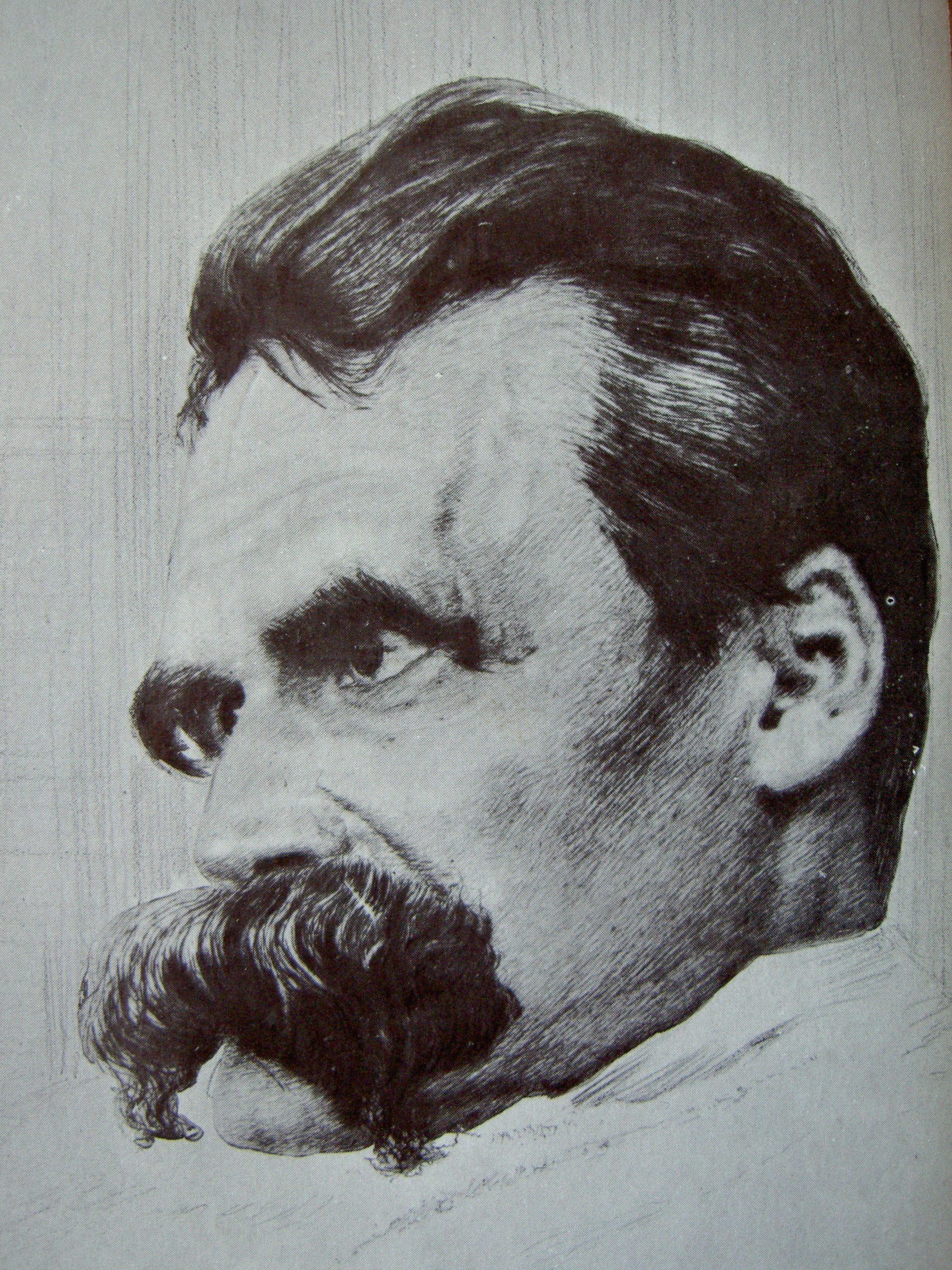
نيتشه في لوحة للرسام الألماني "هانز أولد" من عام 1899.

في 3 يناير 1889، تعرض نيتشه لانهيار عصبي. حيث لحق به شرطيان بعد اضطراب أحدثه في شوارع تورينو. القصة الحقيقية غير معلومة، لكن الشائع أن نيتشه سمع صهيل حصان يُجلد بالسوط في آخر ساحة قصر كارينيانو، فركض إلى الحصان ثم رمى ذراعيه حول عنقه واحتضنه ليحميه، ثم انهار على الأرض. شخص البعض سبب الانهيار على أنه شلل تدريجي نتيجة لمرض الزهري، ويعتبر هذا التحليل مثيرا للجدل حتى اليوم.
في الأيام القليلة التالية، بعث نيتشه بمجموعة رسائل قصيرة (عرفت فيما بعد باسم «رسائل الجنون») إلى عدد من الأصدقاء، من ضمنهم ياكوب بوركهارت وزوجة ريتشارد فاغنر، بعضها ذيّلت بتوقيع «ديونيسوس» وبعضها عليه توقيع «المصلوب». بعد رؤية تلك الرسائل تنبه أصدقاؤه وأمه فأُرسِل إلى مستشفى الأمراض النفسية. في لحظات معينة كان يظن نفسه شكسبير أو قيصر أو ملك إيطاليا أو فاغنر، أو يسوع ونابليون ووبوذا والاسكندر المقدوني[بحاجة لمصدر].
في 6 يناير 1889، أطلع بوركهارت صديقه «فرانز أوفربك» على رسالة نيتشه. في اليوم التالي استلم أوفربك رسالة مماثله من نيتشه. قرر أصدقاء نيتشه أن عليهم إحضاره إلى بازل، فسافر أوفربك إلى تورينو وأتى بنيتشه وعرضه على عيادة نفسية في بازل. مع مرور الوقت اتضح أن نيتشه كان يعاني مرضا عقليا خطيرا، فقررت والدته نقله إلى مستشفى في ينا تحت إشراف طبيب النفس والأعصاب السويسري «أوتو بينزوانجر». في ذلك الشهر (يناير 1889) تم نشر كتاب نيتشه -الذي كان جاهزا- «أفول الأصنام». بين نوفمبر 1889 وفبراير 1890، حاول المؤرخ «يوليوس لانجبان» علاج نيتشه بنفسه، مدعيا بأن أساليب الأطباء كانت غير فعالة في علاج حالة نيتشه. وكانت والدة لانجبان قد تعرضت لمرض مماثل. تولى لانجبان علاج نيتشه لفترة لكنه لم ينجح. في مارس 1890، أخرجت أم نيتشه ابنها من المستشفى، وفي مايو 1890، جلبته إلى منزلها في ناومبورغ. كان نيتشه حتى ذلك الوقت يستطيع إجراء بعض المحادثات القصيرة.
خلال تلك الفترة كان صديقا نيتشه «فرانز أوفربك» و«بيتر غاست» يفكران فيما يجب القيام به بأعمال نيتشه غير المنشورة؛ فطبعا كتاب «نيتشه ضد فاغنر» في طبعة محدودة بخمسين نسخة، وقررا عدم نشر كتابي «المسيح الدجال» و«إيكو هومو» بسبب محتواهما الراديكالي. وفي ذلك الوقت بالذات بدأت أعمال نيتشه تلقى الاهتمام والاعتراف لأول مرة.

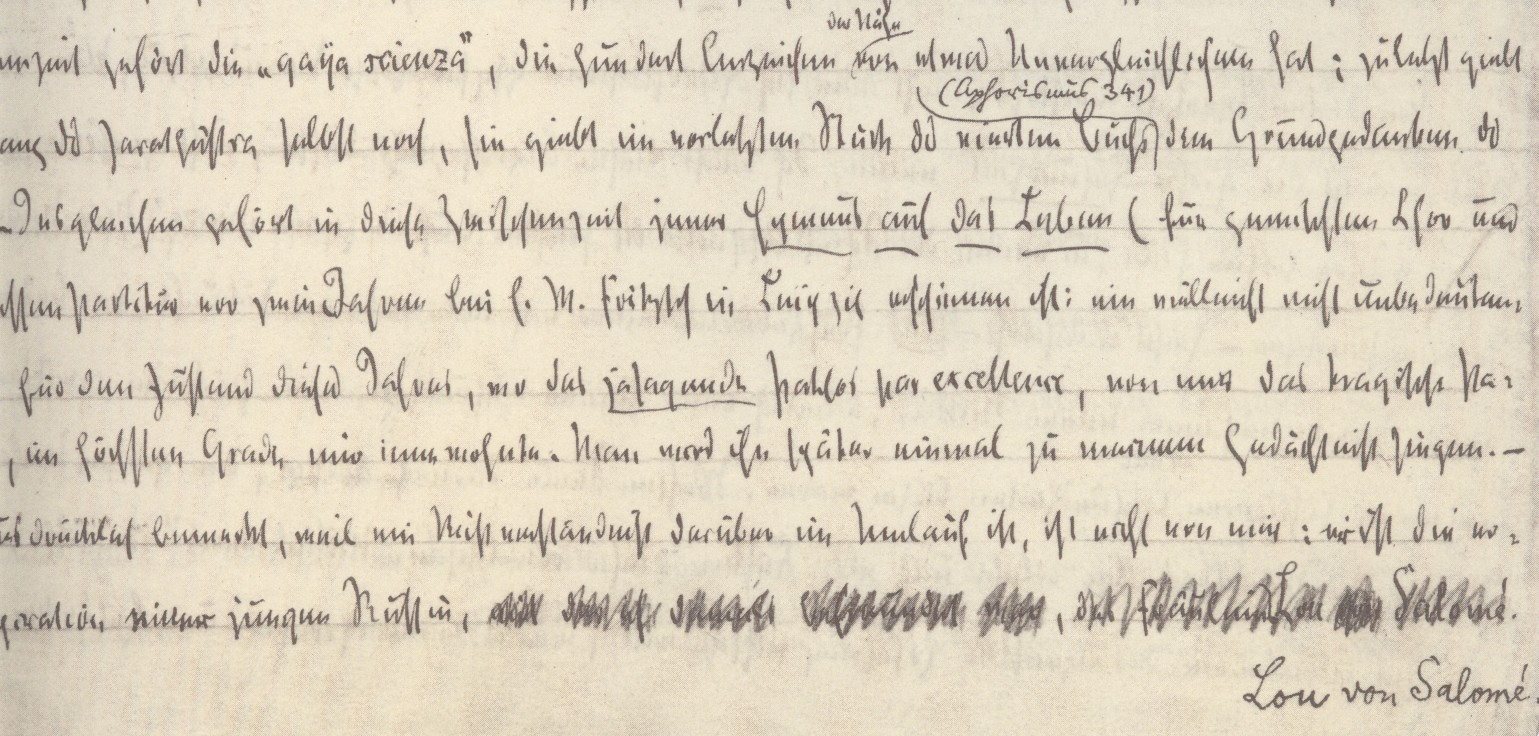
قام صديق نيتشه وسكرتيره "بيتر غاست" بالتصرف و"تصحيح" كتابات نيتشه بعد انهياره دون أخذ الإذن.

في عام 1893، عادت أخت نيتشه إليزابيث من الباراغواي بعد انتحار زوجها. قرأت إليزابيث ودرست كل أعمال نيتشه، وتولت مذّاك العناية بها ونشرها، فأسست عام 1894 «أرشيف نيتشه». بعد والدته في عام 1897 نقل نيتشه للإقامة في فايمار حيث تقيم أخته إليزابيث، التي تولت رعايته وسمحت بمجيء الزوار له، وكان منهم رودلف شتاينر (الذي ألف عام 1895 واحدا من أوائل الكتب التي تشيد بنيتشه). وقد استعانت إليزابيث بشتاينر لفترة لمساعدتها على فهم فلسفة شقيقها.
تم تشخيص مرض نيتشه في الأصل بأنه ناتج عن تفاقم مرض الزهري، وفقا للرؤية الطبية السائدة في ذلك الوقت. يرى معظم المعلقين أن انهياره العقلي ليس له علاقة بفلسفته، إلا أن جورج باطاي ألمح إلى عكس ذلك (هذا الإنسان المجسّد يجب أن يصاب بالجنون)، وكذلك التحليل النفسي الذي أجراه الفيلسوف الفرنسي «رينيه جيرار» الذي رأى فيه أن السبب هو خصومة نيتشه مع ريتشارد فاغنر. ومنذ ذلك الحين ظهرت تحليلات عديدة عن سبب الانهيار، منها تشخيص حدوث «مرض الهوس الاكتئابي ثم الذهان يليه الخرف الوعائي».
بين 1898 و1899، تعرض نيتشه مرتين على الأقل للسكتة الدماغية، التي سببت له شللا جزئيا جعله غير قادر على الكلام أو المشي. بحلول عام 1899 تعرض لخزل شقي (شلل نصفي سريري) في الجانب الأيسر من جسده. بعد إصابته بالتهاب رئوي منتصف شهر أغسطس عام 1900، تعرض ليلة 25 أغسطس لسكتة دماغية أخيرة، وتوفي ظهر اليوم التالي. دفنته إليزابيث بجانب والده في كنيسة في لوتزن. ألقى صديقه وسكرتيره «بيتر غاست» كلمة التأبين في جنازته معلنا: «سيكون اسمك (المقدس) لجميع الأجيال القادمة!».

## فلسفته

### أخلاق السادة وأخلاق العبيد
يحتل بحث نيتشه التاريخي في تطور النظم والأحكام الأخلاقية الحديثة مكانة مركزية في فلسفته، خاصة في كتابيه ما وراء الخير والشر وجينالوجيا الأخلاق. رأى نيتشه أنه قد حدث تحول أساسي في التاريخ البشري من التفكير في «الجيد والسيئ» إلى التفكير في «الخير والشر». وكانت نتيجة هذا البحث أن نيتشه «رأى أن هناك أنواعا عدة من الأخلاق نشأت عن كون مصادر الأخلاق عديدة، وأن المعايير والقيم الأخلاقية يخلقها أناس مختلفون».
حُدِّدَ الشكل الأولي للأخلاق والقيم الأخلاقية من قبل المحاربين الأرستقراط وغيرهم من الطوائف الحاكمة في الحضارات القديمة. عكست تلك القيم الأرستقراطية (الجود والسوء) علاقات الطبقات العليا مع الطبقات الدنيا كالعبيد. يقدم نيتشه هذا النمط الأخلاقي الذي يسميه «أخلاق السادة» باعتباره النظام الأصلي للأخلاق، وهذا يحيل إلى هوميروس اليوناني. أن تكون «جيدا» يعني أن تكون سعيدا وأن تحظى بالأشياء التي تجلب السعادة: الثروة والقوة والصحة والسلطة وما إلى ذلك. وأن تكون «سيئا» يعني أن تكون مثل العبيد الذين يحكمهم الأرستقراطيون فهم: فقراء، ضعفاء، مرضى، مثيرون للشفقة؛ وهم موضع شفقة أو اشمئزاز لا كراهية.
تأتي أخلاق العبيد كرد فعل على «أخلاق السادة»، حيث تنبثق القيمة من التباين بين «الخير والشر»: فالخير يكون مرادفا لحسن العلاقة مع الآخر والصدقة والتقوى وضبط النفس والذكاء والتقدم؛ أما الشر فيرادف الدنيوية والقسوة والأنانية والغنى والعدوانية. يرى نيتشه أخلاق العبيد متشائمة وجبانة، وأن قيمهم لا تهدف إلا للتخفيف على أنفسهم وعلى أولئك الذين يعانون الشيء نفسه. ويربط نيتشه بين أخلاق العبيد والتقاليد اليهودية والمسيحية، وأن أخلاق العبيد ولدت من حسد وحقد العبيد. ورأى نيتشه أن فكرة المساواة سمحت للعبيد بالتعايش مع وضعهم دون أن يكرهوا أنفسهم. ومن خلال إنكارهم للتفاوت الطبيعي بين الناس (في النجاح أو القوة أو الجمال أو الذكاء) اكتسب العبيد طريقة للهروب عن طريق توليد قيم جديدة ترفض ما يعتبر مصدرا للإحباط، للتغلب على شعورهم بالدونية تحت قيم «أخلاق السادة». فيرى العبد أن ضعفه مسألة اختيار، ويسمي ضعفه «وداعة». «الرجل الجيد» في نظام أخلاق السادة يتحول إلى «الرجل الشرير» في أخلاق العبيد، و«الرجل السيئ» في أخلاق السادة يمثل «الخير» في أخلاق العبيد.
يرى نيتشه أن أخلاق العبيد هي مصدر العدمية التي شاعت في أوروبا. فأوروبا الحديثة والمسيحية هي في حالة من النفاق بسبب الخلاف بين أخلاق السادة وأخلاق العبيد، وهما قيمتان متناقضتان تحددان قيم معظم الأوروبيين. يدعو نيتشه الناس الاستثنائيين ألا يخجلوا من تفردهم في مواجهة افتراض أن الأخلاق للجميع، ويعتبرها ضارة لازدهار الناس الاستثنائيين. غير أنه ينبه على أن الأخلاق في حد ذاتها ليست سيئة؛ لكنها جيدة للجماهير، وينبغي أن تترك لهم. أما الناس الاستثنائيون من ناحية أخرى، فيجب عليهم أن يتبعوا «القانون الداخلي» الخاص بهم. وشعار نيتشه المفضل في هذا الجانب -مأخوذ من الشاعر اليوناني بندار- يقول: «كن ما أنت عليه».
الاعتقاد السائد هو أن نيتشه يفضل أخلاق السادة على أخلاق العبيد، لكن الباحث النيتشوي والتر كوفمان رفض هذا التفسير، وقال أن تحليلات نيتشه لم تورد هذين النوعين من الأخلاق إلا بالمعنى الوصفي والتاريخي فقط، ولم تكن تقصد أي نوع من القبول أو التمجيد. لكن من ناحية أخرى، يتضح من كتابات نيتشه أنه أراد الانتصار لأخلاق السادة، حيث ربطها «بخلاص مستقبل الجنس البشري والهيمنة غير المحدودة» ووصف أخلاق السادة بأنها «قيم عليا ونبيلة، تقول نعم للحياة وتضمن المستقبل»، وذكر أن وجود «طبقات ورتب بين الرجل والرجل» يعني أن هناك طبقات ورتب «بين الأخلاق والأخلاق». وقد شن نيتشه حربا فلسفية ضد أخلاق العبيد في المسيحية تحت شعار «إعادة تقييم لجميع القيم» من أجل تحقيق انتصار لأخلاق سادة جديدة أطلق عليها «فلسفة المستقبل» (العنوان الجانبي لكتاب ما وراء الخير والشر هو «مقدمة لفلسفة المستقبل»).

## نيتشه والعدمية
العدمية هي الاعتقاد بأن الحياة ليس لها معنى، ورفض كل القيم الأخلاقية والدينية، ويُمكن اعتبار نيتـشه فيلسوف عدمي من حيث رفضه لكل القيم الاجتماعية والسياسية والأخلاقية والدينية، ونقطة التقاء العدمية بالوجودية هي أن الحياة ليس لها معنى، لذا يُعتبر نيتشه الممهد لظهور الوجودية.
آمن نيتشه أنه لا يوجد مقياس مطلق لهذه القيم، وهذه القيم الموروثة لها تأثيرات سلبية علينا، ولهذا لا بد من التخلص منها تمامًا، خاصةً القيم الدينية. فبالنسبة لنيتشه أي اعتقاد بأن شيئًا ما صحيحٌ هو اعتقادٌ خاطئ، وهو يعتقد أن المشكلة الأكبر للقيم الدينية وقيم عصر التنوير هي ترويجها على أساس أنها مطلقة صالحة لكل مكان ولكل زمان، وعدم التعامل معها على أساس أنها وليدة للظروف التاريخية والفكرية حينئذٍ. وفي كتابه “إرادة القوة” يوضح أن “سؤال: لماذا ليس له إجابة”، ويؤكد أن إنهيار المعنى والهدف من الحياة هو أكبر القوى المدمرة للبشرية في التاريخ.

### هكذا تكلم زردشت
دخل نيتشه عالم الفلسفة عبر الفيلولوجيا كعالم لغوي وشاعر (وهي دراسة الكتب التاريخية في إطارها التاريخي الصحيح من دون ترجمة) ومكّنته دراسته الجامعية من تحصيل ثقافة كونية شاملة. كان اهتمامه الأولي ومهنته هي الكتب الفلسفية اليونانية القديمة. وكان الرافد الأساسي لكل ما سيقدمه في التفكير الفلسفي هو الفكر الإغريقي القديم الذي كان بالنسبة إليه مقياس الأشياء والذي رأى من خلاله انحطاط عصره. لقد كان نيتشه أقرب إلى أن يكون أخلاقياً من أن يكون فيلسوفاً بالمعنى المعروف في عصره؛ إذ نظر للأخلاق وبحث فيها ولم ينظر للماهيات!
يُعدّ كتاب «هكذا تكلم زرادشت» أهم كتب نيتشه. كتب نيتشه بعده العديد من الكتب ولكنها كلها كانت تقريباً تعليقاً على هذا الكتاب الذي كان يعتبره أنجيله الشخصي ولكنه واجه صعوبات كبيرة في نشره ولم يلقى الكتاب ترحيباً كبيراً في أوساط الجامعات الألمانية المتمسكة بالمثالية الهغيلية. يبدأ الكتاب بقصة زرادشت «نسبة إلى الحكيم الإيراني القديم» الذي نزل من محرابه في الجبل بعد سنوات من التأمل ليدعو الناس إلى الإنسان الأعلى وهي الرؤية المستقبلية للإنسان المنحدر من الإنسان الحالي وهي رؤية أخلاقية وليست جسمانية حيث الإنسان الأعلى هو إنسان قوي التفكير والمبدأ والجسم..إنسان محارب، ذكي، والأهم شجاع ومخاطر.
يلتقي زرادشت بعدها بعجوز يصلي ويدعو الله فيستغرب ويقول: «أيعقل أن هذا الرجل العجوز لم يعلم أن الله مات وأن جميع الإلهة ماتت؟!».
يواجه زرادشت في البداية صعوبة في جذب الناس إلى دعوته حيث يتلهون عنه بمراقبة رجل يلعب على حبل عالٍ لكن الرجل يقع فيأخده زرادشت بين يديه ويخاطبه أنه يفضله عن الجميع ويحبه لأنه عاش حياته بخطر ورجولة.
وهكذا يتابع زرادشت رحلته ودعوته ليعبر عن أفكار نيتشه التي ربما رأى البعض أنها عنصرية.
يعد نيتشه من أعمدة النزعة الفردية الأوروبية حيث أعطى أهمية كبيرة للفرد؛ واعتبر أن المجتمع موجود ليخدم وينتج أفراداً مميزين وأبطالاً وعباقرة، ولكنه ميّز بين الشعوب ولم يعطها الأحقية أو المقدرة نفسها حيث فضل الشعب الألماني على كل شعوب أوروبا واعتبر أن الثقافة الفرنسية هي أرقى وأفضل الثقافات بينما يتمتع الإيطاليون بالجمال والعنف والروس بالمقدرة والجبروت وأحط الشعوب الأوروبية برأيه هي الإنكليز حيث أثارت الديموقراطية الإنكليزية واتساع الحريات الشخصية والانفتاح الأخلاقي اشمئزازه، واعتبرها دلائل افتقار للبطولة.

## مؤلفاته
بالترتيب التاريخي:
- من حياتي 1858.
- عن الموسيقى 1858
- نابليون الثالث كرئيس 1862
- القدر والتاريخ 1862
- الإرادة الحرة والقدر 1862

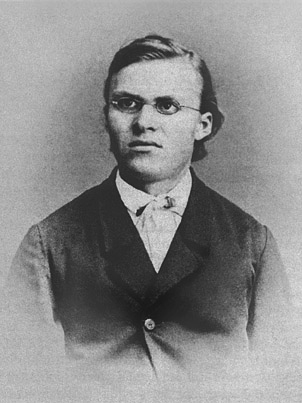
نيتشه في عام 1864م. (20 عاماً)

- هل يستطيع الحسود أن يكون سعيداً حقاً 1863
- حياتي 1864
- مولد التراجيديا 1872
- مُناهض التعليم 1872
- الفلسفة في العصر المأساوي الإغريقي 1873
- ديفيد شتراوس مُعترفاً وكاتباً 1873
- محاسن التاريخ ومساوئه 1874
- شوبنهاور مربياً 1874[52]
- ريتشارد فاغنر في بايرويت 1875
- إنسان مفرط في إنسانيته 1878
- المسافر وظله 1879
- الفجر 1881
- العلم المرح 1882
- هكذا تكلم زرادشت 1883-1885
- ما وراء الخير والشر 1886
- في جنيالوجيا الأخلاق 1887
- هو ذا الإنسان 1888
- قضية فاغنر 1888
- أفول الأصنام 1888
- المسيح الدجال 1888
- نيتشه ضد فاغنر 1889
- إرادة القوة (مجموعة ملاحظات قدمتها أخته، لا تعبر بالضرورة عن رأي نيتشه) 1901

## قيل فيه
- «أنت الكسب الوحيد الذي عادت به الحياة عليّ. وقد قرأتك من جديد وأقسم لك أمام الله إنك الوحيد الذي يعرف ماذا أريد.[53]» ريتشارد فاغنر
- «نيتشه هو فكر الجبل. فالأفق هائج عاصف؛ والسحب تتصارع كالجبابرة؛ وأديم السماء ينشق عن مزق كبير: فتترأرأ حقائق بعيدة، تحرقها نار الشمس البازغة... إن لفلسفته، التي تصورها في الأوكسجين والأوزون، خصائص تنفسية حقاً؛ فلها من الأجواء العليا نقاؤها، وبها تزيد القوة الحيوية.[53]» ريمي دي غورمون
- «كان نيتشه يغار من المسيح، يغار إلى حد الجنون... وكان يعود إلى نيتشه وحده أن يعيد اكتشاف مسيح حقيقي وأن يبعثه من جديد من كفنه... ولكن بدلاً من أن ينضوي نيتشه تحت لواء من يتفوق تعليمه على تعليمه اعتقد بأنه يكبر إذا ما جابهه.[53]» أندريه جيد
- «هذا هو نيتشه وإنسانه الأعلى، الذي هو قوة متكبرة يسوقها هذيانها المتعجرف إلى القول بعبودية الجنس البشري وهوانه. لصالح من؟ لصالح الإنسان الأعلى، الذي هو... مجنون بائس يصرخ ويستهل بين أيدي الممرضين.[53]» أندريه سواريس
- «أرجح الظن أن نيتشه لم يعرف صفة مرضه، لكنه كان مدركاً تماماً لما هو مدين له به... فمن خاصة هذا المرض أن يستحدث ثملاً تنداح فيه أمواج من السعادة والقدرة وتنتشي فيه قوى الحياة ذاتياً... وقبل أن يغرق ضحيته في الليل العقلي ويقتله يمحضه تجارب وهمية من القدرة واليسر والوحي والإشراق... ويقتاده إلى اعتبار نفسه أداة الإله ووعاء النعمة بل إلهاً متجسداً.[54]» توماس مان
- «من الممكن أن نجد لدى نيتشه بصدد كل حكم نقيضه. فلكأن له في الأشياء طراً رأيين. وقد أمكن لمعظم الأطراف أن تختبئ خلف سلطته: الملحدون والمؤمنون، المحافظون والثوريون، الاشتراكيون والفرديون، العلماء المنهجيون والحالمون، السياسيون واللاسياسيون،  أحرار الفكر والمتعصبون.[55]» كارل ياسبرز
- «مع نيتشه تغدو العدمية نبوية. وفيه تصير لأول مرة واعية. وقد تفحصها وكأنها واقعة سريرية. وقد شخَّص في نفسه ولدى الآخرين عجزاً عن الاعتقاد وزوال الأساس الأول لكل إيمان، أي الاعتقاد بالحياة. وبدلاً من الشك المنهجي، مارس النفي المنهجي والتدمير النظامي لكل ما يحجب العدمية عن نفسها. "ومن يشاء أن يكون خالقاً، سواء أفي الخير أم في الشر، فعليه أولاً أن يكون هداماً وأن يحطم القيم".[55]» ألبير كامو
- «اعترض نيتشه على المسيحية لأنها هي السبب لما أسماه "أخلاق العبيد". وعنده أن المسيحية منحلة ومفعمة بالعناصر المفسدة العفنة... ومنكرة لقيمة الكبرياء والاختلاف والمسؤولية العظمى والنزعة الحيوانية الرائعة وغرائز الحرب وتأليه العاطفة والثأر والغضب والشهوانية والمغامرة والمعرفة، وكلها عناصر خير تقول عنها المسيحية إنها شر.[55]» برتراند راسل
- «نيتشه مؤسس اللاعقلانية في المرحلة الأمبريالية... وربما كان، في تحليله السيكولوجي للحضارة وأفكاره الجمالية والأخلاقية، الممثل الأكثر موهبة والأغنى بالتلاوين لوعي المشكلة المركزية والظاهرة الأساسية لتاريخ بورجوازية عصره: الانحطاط.[55]» جورج لوكاش

## لمزيد من الاطلاع
- نيتشه، عبد الرحمن بدوي، مكتبة النهضة المصرية (1939)
- فلسفة نيتشه، أويغن فنك؛ ترجمة إلياس بديوي، وزارة الثقافة (1974)
- تحطيم العقل، جورج لوكاش؛ ترجمة إلياس مرقص، دار الحقيقة (1982)
- نيتشه والفلسفة، جيل دولوز؛ ترجمة أسامة الحاج، المؤسسة الجامعية (1993)
- نيتشه مفتتا، بيير بورديو؛ ترجمة أسامة الحاج، المؤسسة الجامعية (1996)
- نيتشه مكافحا ضد عصره، رودلف شتاينر؛ ترجمة حسن صقر، دار الحصاد (1998)
- نيتشه، جان غرانييه؛ ترجمة علي بو ملحم، المؤسسة الجامعية (2008)
- نيتشه: الحياة كنص أدبي، ألكسندر نيهاماس؛ ترجمة محمد هشام، أفريقيا الشرق (2008)
- فلسفة الأخلاق: فريدريك نيتشه، يسري إبراهيم، دار التنوير للطباعة والنشر والتوزيع، بيروت (2007)
- نيتشه وجذور ما بعد الحداثة، أحمد عبد الحليم عطية، دار الفارابي، (2010)
- نيتشه وسياسة الفلسفة، محمد أندلسي، دار توبقال للنشر (ردمك 9954409912)

## وصلات خارجية
- فريدريك نيتشه على موقع IMDb (الإنجليزية)
- فريدريك نيتشه على موقع الموسوعة البريطانية (الإنجليزية)
- فريدريك نيتشه على موقع ميوزك برينز (الإنجليزية)
- فريدريك نيتشه على موقع إن إن دي بي (الإنجليزية)
- فريدريك نيتشه على موقع أول ميوزيك (الإنجليزية)
- فريدريك نيتشه على موقع ديسكوغز (الإنجليزية)
- أعمال أو نبذة عن فريدريك نيتشه على أرشيف الإنترنت
- نيتشه، فؤاد زكريا، دار المعارف (1956)
- نيتشه، هنري ليشتانبرجر، دار بيروت (1954)
- نيتشه: مقدمة قصيرة جدا، مايكل تانر، مؤسسة هنداوي (2015)
- نيتشه، ترجمة إمام عبد الفتاح إمام، المجلس الأعلى للثقافة (2002)
- محاولة جديدة لقراءة فريدريش نيتشه، صفاء عبد السلام، دار المعرفة الجامعية (1999)
- حول فلسفة نيتشه، موقع وزارة التعليم العالي بالعراق
- فريدريك نيتشه فيلسوفا ومربيا، موقع جامعة قطر
- نيتشه من الفيلولوجيا إلى الفلسفة، موقع مؤمنون بلا حدود
- صفحة فريدريش نيتشه على موقع «أبجد»